# إيفان إجناتييف
إيفان إجناتييف (الروسية: Иван Александрович Игнатьев) هو لاعب كرة قدم روسي في مركز الهجوم، ولد في 6 يناير 1999 في أتشينسك في روسيا. لعب مع نادي كراسنودار.يلعب حاليا في نادي شبيبة القبائل الجزائري 

## وصلات خارجية
- إيفان إجناتييف على موقع قاعدة بيانات كرة القدم.إي يو (الإنجليزية)
- إيفان إجناتييف على موقع Soccerway.com (الإنجليزية)
- إيفان إجناتييف على موقع عالم كرة القدم.نت (الإنجليزية)